# Френски Судан
Френски Судан (на френски: Soudan français; на арабски: السودان الفرنسي) е френска колониална територия, част от федерацията Френска Западна Африка в периода 1880 – 1960 г., когато става независимата държава Мали.
Колонията формално се нарича Френски Судан от 1809 до 1899 г. и отново от 1921 до 1958 г., като в хода на съществуването си е наричана с няколко имена. Първоначално е създадена главно като военен проект на френската армия, но към средата на 1890-те години попада под цивилна администрация.
Поредица от административни реорганизации в началото на 20 век водят до все по-голяма френска власт над въпросите, засягащи земеделието, религията и робството. След Втората световна война, Африканското демократично обединение (на френски: Rassemblement démocratique africain) под ръководството на Модибо Кейта става най-влиятелната политическа сила в страната, настоявайки за независимост.
Френски Судан поддържа близки взаимоотношения с Франция и се присъединява към краткотрайна федерация със Сенегал през 1959 г., но отношенията на двете страни бързо изстиват. През 1960 г. Френски Судан официално става Република Мали и започва да се дистанцира както от Сенегал, така и от Франция.

## Икономика
Французите отглеждат земеделски култури, чиято продукция изнасят към Метрополитанска Франция. Мащабът на инвестициите в региона за периода 1928 – 1939 г. възлиза на 4 милиарда франка. Тази политика позволява да се увеличи износа на страната. Отглеждат се най-вече ориз, фъстък и памук.
През 1921 г. са започнати големи напоителни проекти около Куликоро, а след това и другаде. Целта на Франция е да си конкурира с големите памукопроизводители в Кралство Египет и САЩ.